# DKW ORS 250

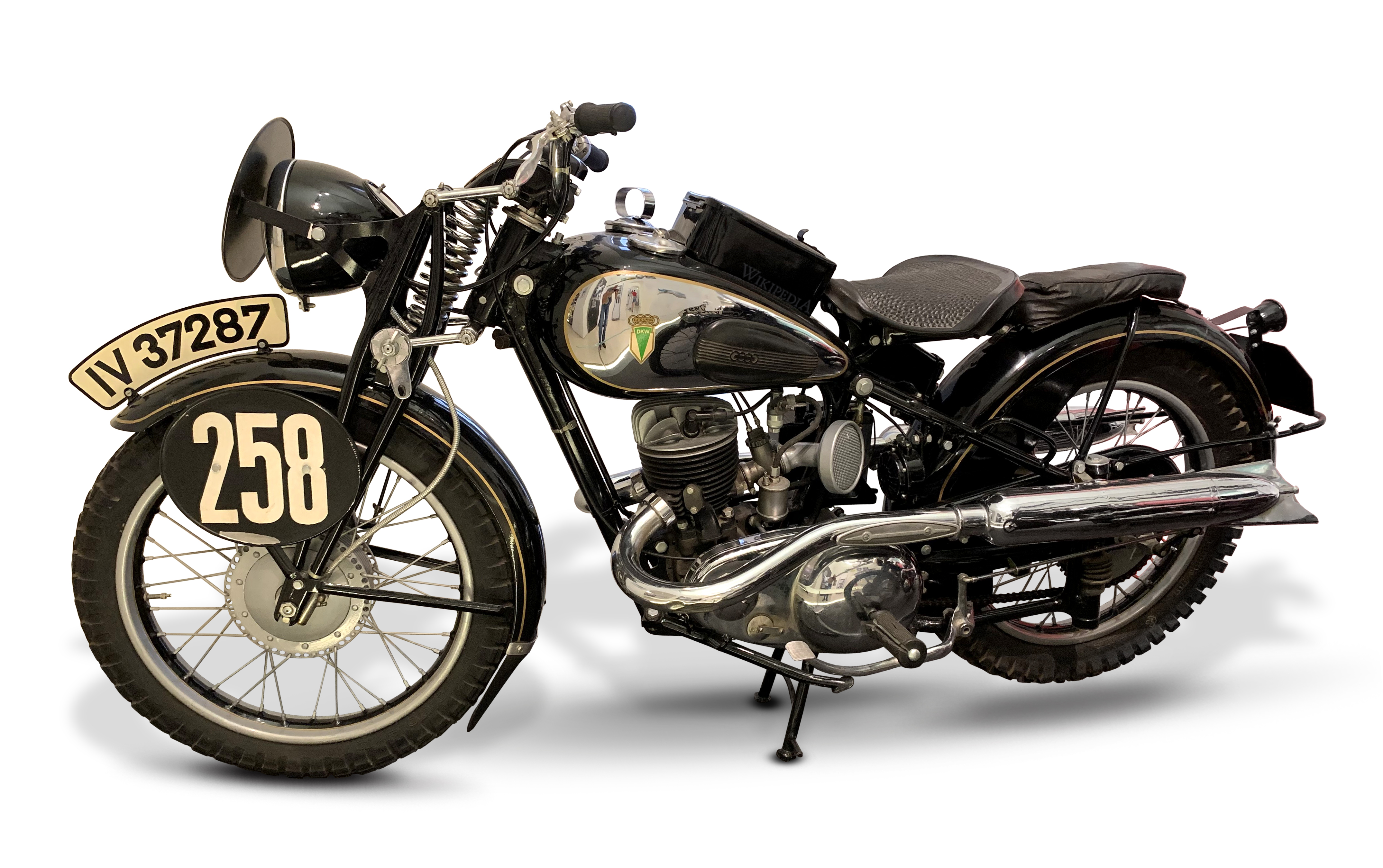
DKW ORS 250, ausgestellt im Motorradmuseum auf Jagdschloss Augustusburg

Die DKW ORS 250 ist ein Geländesport-Motorrad, das die Auto Union AG im DKW-Stammwerk in Zschopau herstellte.

## Geschichte und Technik
Bis in die 1930er Jahre waren Motorräder für den Geländesport in der Regel den Erfordernissen angepasste Serienmodelle. In der DKW-Rennsportabteilung entstand 1938 mit der ORS 250 das erste speziell auf den Motorradgeländesport zugeschnittene Rennmodell. Die ORS 250 hat einen geschlossenen Einrohrrahmen aus Stahl mit Schwinggabel hinten. Der Vorderbau ist eine Parallelogrammgabel mit Schraubenfeder, wie sie auch im Straßenrennsportmodell DKW SS 250 eingesetzt wurde.
Als Antrieb dient ein fahrtwindgekühlter Einzylinder-Zweitaktmotor mit Flachkolben und Umkehrspülung. Erstmals bei einem DKW-Motor wurde hier ein Leichtmetallzylinder mit eingezogener Graugusslaufbuchse verwendet. Der Motor hat zur Leistungssteigerung eine Kolbenladepumpe, die unter dem Kurbelgehäuse angeordnet ist und das Ansaugvolumen erhöht. Diese Bauart erzeugt ein höheres Drehmoment bei niedrigen Drehzahlen. Die ORS 250 hatte die Lichtmaschine der NZ-Baureihe sowie Batteriezündung, die für den Einsatz im Gelände erforderliche Geländebereifung, eine hochgelegte Auspuffanlage sowie Motorschutzblech.
Die gefertigte Stückzahl wird mit rund 25 angegeben. Zum  Produktionszeitraum gibt es je nach Quelle unterschiedliche Angaben: 1938 bis 1939 oder aber 1938 bis 1941.
| DKW ORS 250           | DKW ORS 250                                                       |
| --------------------- | ----------------------------------------------------------------- |
| Motor                 | fahrtwindgekühlter Einzylinder-Zweitaktmotor, Kickstarter         |
| Steuerung             | Schlitzsteuerung                                                  |
| Ladungswechsel        | Umkehrspülung                                                     |
| Motoraufladung        | Kolbenladepumpe                                                   |
| Bohrung × Hub         | 68 × 68 mm                                                        |
| Hubraum               | 250 cm³                                                           |
| Nennleistung          | 12,5 PS (9,2 kW) bei 4000/min                                     |
| Vergaser              | Amal mit Nassluftfilter                                           |
| Schmierung            | Zweitaktgemisch 1 : 25                                            |
| Getriebe              | 4-Gang-Getriebe von Hurth mit Fußschaltung                        |
| Endantrieb            | Kette                                                             |
| Rahmenbauart          | Rohrrahmen im Unterzug                                            |
| Radaufhängung vorn    | Parallelogrammgabel mit Schraubenfeder, Stoß- und Lenkungsdämpfer |
| Radaufhängung hinten  | Schwinggabel                                                      |
| Bremse vorn           | Vollnabenbremse                                                   |
| Bremse hinten         | Innenbacken aus Leichtmetall                                      |
| Leergewicht           | 140 kg                                                            |
| Höchstgeschwindigkeit | 110–120 km/h                                                      |